# Pantomimen-Theater Breslau
Das Pantomimen-Theater (poln. Wrocławski Teatr Pantomimy) im niederschlesischen Breslau, Polen, gilt als eines der wenigen Theater der Welt, die sich ausschließlich der Pantomime widmen. Es wurde 1956 als 'Pantomimen-Studio Breslau' von Henryk Tomaszewski gegründet. 1957 erhielt das Ensemble den Ersten Preis auf dem Internationalen Theaterfestival in Moskau. Den gegenwärtigen Namen trägt das Theater seit 1959.
Zu den zahlreichen Preisen gehört die 1963 erhaltene Goldene Medaille der Swedish Dance Association und der 1970 in Paris erhaltene Goldene Stern (Etoile pour recherche corporelle). Über das Theater wurden zahlreiche Dokumentarfilme gedreht, u. a. für polnische, italienische, dänische und norwegische Fernsehsender sowie die BBC. Das Ensemble trat u. a. in Deutschland, Spanien, Italien (u. a. in Mailand), Japan und Australien auf.
Theaterdirektor ist seit 2009 Zbigniew Szymczyk.